# Sällskapet Gustafs skål
Sällskapet Gustafs skål är en förening för historiskt återskapande av den gustavianska epoken. 
Föreningen bildades 1993 och har 2008 omkring 200 medlemmar.
Föreningens syfte är att levandegöra den gustavianska epoken med kläder, matlagning, musik, dans och andra kulturella aktiviteter. Föreningen anlitas regelbundet av olika museer för att levandegöra historia för museibesökarna.